# Owen Hargreaves
Pour les articles homonymes, voir Owen et Hargreaves.
Owen Hargreaves, né le 20 janvier 1981 à Calgary (Canada), est un footballeur international anglais qui évolue au poste de milieu de terrain.
Il est également de nationalité canadienne.

## Biographie

### En club
Owen Hargreaves commence sa carrière en 1997, quand, à seulement 16 ans, il signe au Bayern Munich, il y jouera dans toutes les sections de jeunes. Le 12 août 2000, Hargreaves joue son premier match de Bundesliga. Il s'impose comme un titulaire indiscutable aux côtes de joueurs comme Oliver Kahn, Carsten Jancker ou Bixente Lizarazu à partir de 2001, et ce jusqu'à son départ du club en 2007. Toujours en 2001, à tout juste 20 ans, il remporte la C1 et la Coupe intercontinentale, et joue l'intégralité de la finale remportée aux tirs au but face à Valence. On se souvient également d'Hargreaves à Munich pour avoir été le premier joueur à marquer un but dans le nouveau stade bavarois : l'Allianz Arena, lors d'une victoire 3-0 sur le Borussia Mönchengladbach.
Owen Hargreaves est transféré du Bayern Munich à Manchester United, Le 1er juillet 2007 pour un montant avoisinant 25 millions d'euros. Il remporte en 2008 sa seconde C1.
Malheureusement, il est par la suite blessé en quasi-permanence. De retour sur les terrains après presque deux ans d'absence lors d'un match de championnat contre Wolverhampton, il se blesse aux ischio-jambiers au bout de quatre minutes seulement.
Le 22 mai 2011, Sir Alex Ferguson déclare que son contrat avec Manchester United n'est pas prolongé. Le 30 août 2011 suivant, il signe un contrat d'un an à Manchester City. Après avoir pris part à seulement quatre rencontres (un but) durant la saison 2011-2012, les dirigeants du club de Manchester annoncent que le contrat du milieu anglais, qui court jusqu'au 30 juin 2012, n'est pas prolongé. Sans club, Hargreaves s'entraîne avec l'équipe première des Queens Park Rangers à partir de fin juillet 2012.

### En sélection
Bien que né au Canada, Owen Hargreaves choisit de jouer pour son pays d'origine, l'Angleterre.
Grâce à son bon début de saison 2001-2002, le sélectionneur de l'Angleterre Sven Göran Eriksson lui offre sa première sélection le 15 août 2001 contre les Pays-Bas à Londres (défaite 2-0). Sven Göran Eriksson retient Hargreaves pour participer à la Coupe du monde 2002 où il est propulsé titulaire à la suite de la blessure de Steven Gerrard. Cependant, il se blesse à son tour lors du second match dans un choc avec Michael Owen. À la suite du retour de Steven Gerrard, il perd sa place de titulaire. Owen Hargreaves participe à l'Euro 2004 puis à la Coupe du monde 2006. Fabio Capello utilise quelquefois Hargreaves lors de son arrivée à la tête de l'équipe d'Angleterre mais le joueur n'est plus appelé en sélection depuis 2008.

## Statistiques
| Saison    | Club              | Pays           | Championnat        | Coupes nationales | Coupes d’Europe | Sélection Angleterre |
| --------- | ----------------- | -------------- | ------------------ | ----------------- | --------------- | -------------------- |
| 2000-2001 | Bayern Munich     | Bundesliga     | 14 matchs          | 2 matchs          | 4 matchs (C1)   | -                    |
| 2001-2002 | Bayern Munich     | Bundesliga     | 29 matchs          | 5 matchs          | 15 matchs (C1)  | 8 matchs             |
| 2002-2003 | Bayern Munich     | Bundesliga     | 25 matchs / 1 but  | 5 matchs / 1 but  | 5 matchs (C1)   | 5 matchs             |
| 2003-2004 | Bayern Munich     | Bundesliga     | 25 matchs / 2 buts | 4 matchs          | 6 matchs (C1)   | 9 matchs             |
| 2004-2005 | Bayern Munich     | Bundesliga     | 27 matchs / 1 but  | 3 matchs / 2 buts | 8 matchs (C1)   | 4 matchs             |
| 2005-2006 | Bayern Munich     | Bundesliga     | 16 matchs / 1 but  | 6 matchs / 2 buts | 2 matchs        | 8 matchs             |
| 2006-2007 | Bayern Munich     | Bundesliga     | 9 matchs           | 3 matchs          | 5 matchs (C1)   | 5 matchs             |
| 2007-2008 | Manchester United | Premier League | 24 matchs / 2 buts | 3 matchs          | 8 matchs (C1)   | 3 matchs             |
| 2008-2009 | Manchester United | Premier League | 2 matchs           | -                 | 1 match (C1)    | -                    |
| 2009-2010 | Manchester United | Premier League | 1 match            | -                 | -               | -                    |
| 2010-2011 | Manchester United | Premier League | 1 match            | -                 | -               | -                    |
| 2011-2012 | Manchester City   | Premier League | 1 match            | 3 matchs / 1 but  | -               | -                    |

Dernière mise à jour le 8 janvier 2012

## Palmarès

### En club
- Vainqueur de la Coupe Intercontinentale en 2001 avec le Bayern Munich
- Vainqueur de la Ligue des Champions en 2001 avec le Bayern Munich et en 2008 avec Manchester United
- Champion d'Allemagne en 2001, 2003, 2005 et 2006 avec le Bayern Munich
- Champion d'Angleterre en 2008, 2009 et 2011 avec Manchester United et en 2012 avec Manchester City
- Vainqueur de la Coupe d'Allemagne en 2003, 2005 et 2006 avec le Bayern Munich
- Vainqueur de la Coupe de la Ligue d'Allemagne en 2001 et 2004 avec le Bayern Munich

### Distinction individuelle
- Trophée Bravo du meilleur jeune européen en 2001.